# 基尔梅斯
基尔梅斯（西班牙語：Quilmes）是阿根廷布宜诺斯艾利斯省的一座城市，位于阿根廷首都布宜诺斯艾利斯自治市南方17公里处。据2001年数据，基尔梅斯的人口为518,788人。基尔梅斯是基尔梅斯县的驻地。
基尔梅斯曾是原住民聚落，17世纪时前来此处的西班牙殖民者将原住民赶走，在这里建立起城市，逐步发展为今天的基尔梅斯。